# Javania antarctica
Javania antarctica är en korallart som först beskrevs av Gravier 1914.  Javania antarctica ingår i släktet Javania och familjen Flabellidae.
Artens utbredningsområde är Södra Ishavet. Inga underarter finns listade i Catalogue of Life.